# Наумовка (приток Большой Уссурки)
 Нау́мовка — река в Красноармейском районе Приморского края России.
До 1972 года называлась Найцухе. Переименована после вооружённого конфликта за остров Даманский.
Берёт начало на северных и северо-восточных склонах Соболиной Сопки, системы Сихотэ-Алиня, течёт на север, в районе села Тимохов Ключ поворачивает на северо-запад и сохраняет это направление до впадения реку Большая Уссурка, в 4 км ниже села Новопокровка.
Длина — 88 км, площадь бассейна — 1600 км², средний уклон 8 ‰. Средняя ширина реки 20—40 м. Глубины реки 0,4−1,7 м.
Основные притоки: Продольный (п. б., 18-й км), Белогорка (л. б., 15-й км), Смирновка (л. б., 6-й км).
Село Тимохов Ключ стоит на ключе Тимохов, примерно в 4 км до впадения его справа в реку Наумовка.

## Источник
- Примпогода: Река Наумовка. primpogoda.ru. Дата обращения: 18 декабря 2018.